# Miltochrista vagilinea
Miltochrista vagilinea là một loài bướm đêm thuộc phân họ Arctiinae, họ Erebidae.